# Армянская епархия Петербурга
Петербургская (Петербуржская) епархия Эчмиадзинского патриархата Армянской Апостольской церкви (арм. Հայ Առաքելական եկեղեցու Էջմիածնի պատրիարքության Պետերբուրգի թեմ) — упразднённая прелатская епархия Армянской Апостольской церкви бывшая в составе Эчмиадзинского патриархата.
Сегодня территория упразднённой Петербургской епархии входит в ведение Ново-Нахичеванской и Российской епархии Армянской Апостольской церкви.

## История
В юрисдикцию Петербургской епархии входили северные  губернии Российской империи. По данным на 1911 год количество верующих данной епархии Армянской Апостольской церкви — 4.000, общин — 4.
Епархия имела 3 церкви.